# Chetek (thị trấn), Wisconsin
Chetek là một thị trấn thuộc quận Barron, tiểu bang Wisconsin, Hoa Kỳ. Năm 2010, dân số của thị trấn này là 1.619 người.